# Décarboxylase
 (novembre 2023).
Les décarboxylases sont des groupes d'enzymes réalisant la décarboxylation d'acides aminés, d'α-cétaocides ou de β-cétoacides (2-cétoacides ou 3-cétoacides), c'est-à-dire qui catalysent une transformation chimique de ces acides aboutissant à la perte d'un groupe carboxyle (COO−).

## Décarboxylases en microbiologie (LDC, ODC)
En microbiologie sont recherchées deux décarboxylases : l'ornithine décarboxylase et la lysine décarboxylase, souvent associées à l'arginine dihydrolase au fonctionnement différent.
La réaction générale des décarboxylases est la suivante :

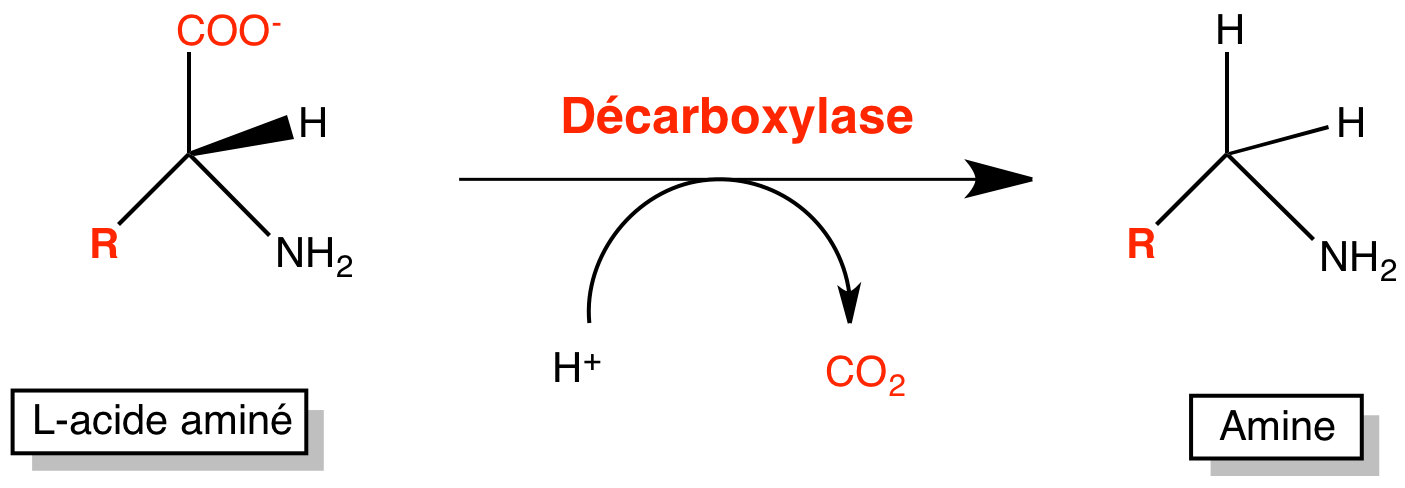
Décarboxylase d'acide aminé recherchée en microbiologie.

## Techniques
Voir les décarboxylases recherchées en microbiologie.
Toutes les techniques sont fondées sur l'alcalinisation due à l'amine produite, bien supérieure à l'acidification produite par le CO2.
- Milieu de Moeller
- Ornithine décarboxylase
- Arginine dihydrolase
- Lysine décarboxylase